# Gabriela Rocha
Gabriela Rocha Corrêa (née le 13 mars 1994) est une chanteuse et compositrice de musique chrétienne contemporaine brésilienne.

## Biographie
Gabriela Rocha est née dans un foyer évangélique et chantait déjà à l'âge de cinq ans dans l'église. Elle s'est fait connaître en 2005 en chantant la chanson Aclame ao Senhor lors du spectacle de Raul Gil en l'honneur de la chanteuse Ana Paula Valadão, qui depuis son enfance est sa plus grande influence musicale . Son premier album, intitulé Jesus, a été produit par le chanteur de gospel Thalles Roberto et est sorti en 2012, mais Gabriela s'est fait connaître au Brésil principalement après la sortie de son deuxième album Pra Onde Iremos?, sous le label Sony Music. Sa participation à la chanson Ninguém Explica Deus du groupe gospel Preto no Branco est devenue l’un de ses plus grands succès en entrant dans le classement des chansons les plus jouées au Brésil.

## Vie personnelle
Gabriela est chrétienne baptiste, membre de l'Église baptiste de Lagoinha de Niterói, Rio de Janeiro, où elle a enregistré l'album live Até Transbordar en 2016,.
Ses influences musicales sont principalement Ana Paula Valadão et Kari Jobe, toutes deux chanteuses de musique chrétienne contemporaine.

## Discographie
- Jesus (2012)
- Pra Onde Iremos? (2014)
- SML (2016)
- Até Transbordar (2016)
- Céu (2018)